# Meleto Valdarno
Meleto Valdarno è un villaggio di origini medievali situato nel Valdarno Superiore, frazione del comune di Cavriglia, provincia di Arezzo.

## Storia

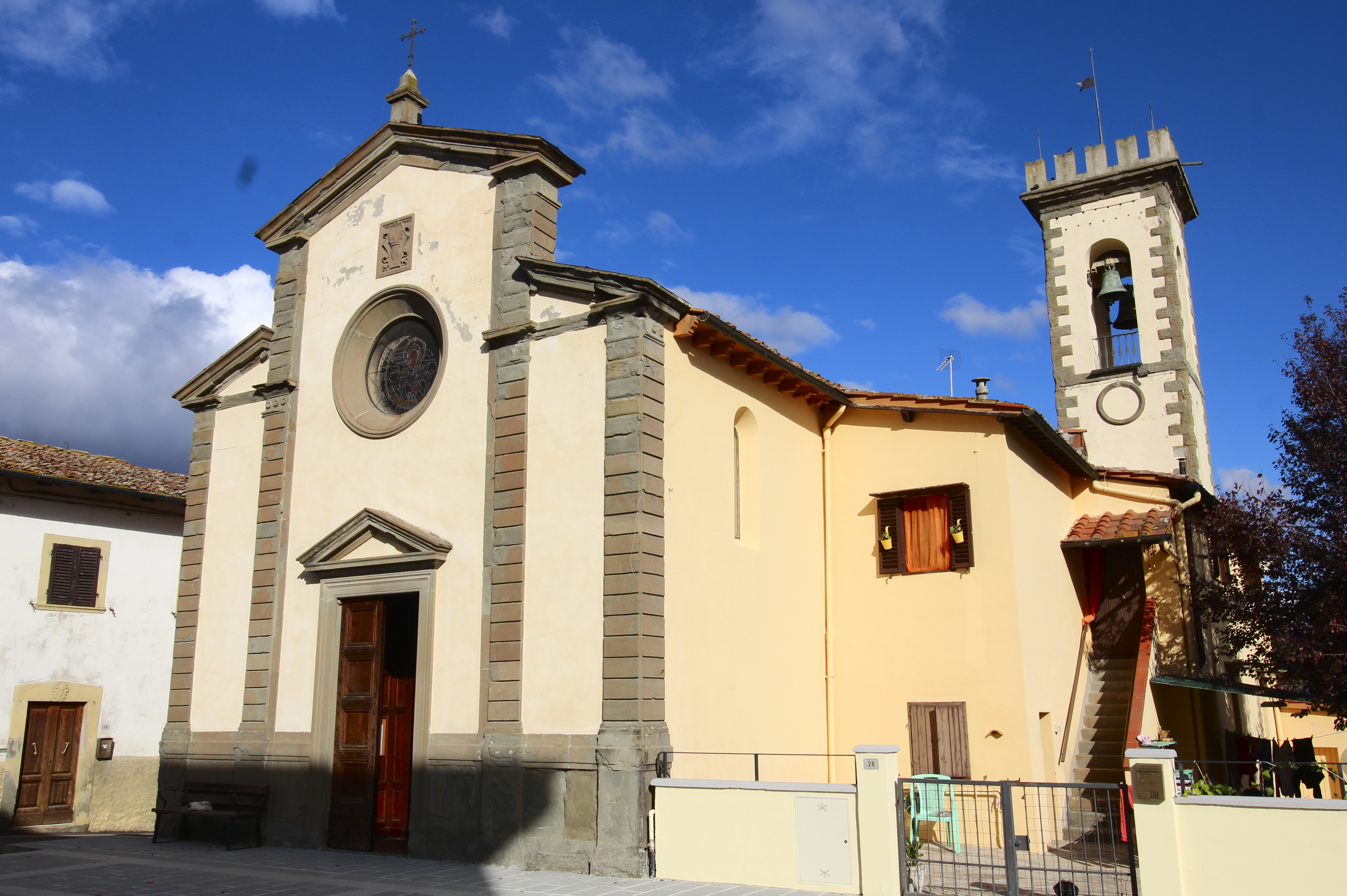
La chiesa di Santa Cristina

I primi documenti relativi alla storia di Meleto si riferiscono all'anno 1241 circa, quando la famiglia dei Franzesi, proprietari dell'omonimo castello non lontano dal villaggio, volendo allargare il proprio feudo, richiesero l'acquisto del podere "Le Piazzole".
Ben più antica invece la villa storica del villaggio, Villa Barberino, antico presidio longobardo dell'874 D.C.
Il popolo di Meleto nei primi documenti si ritrova riunito intorno ad una chiesa (San Rossino e Santa Cristina) appartenente al Piviere di Gaville.
Il borgo e castello di Meleto sotto il profilo storico sono legati indissolubilmente alle vicende di quella porzione del contado fiorentino, il Valdarno superiore, particolarmente importante per la sicurezza e l'espansione di Firenze fra il XIII ed il XV secolo. Nella seconda metà del ‘200 esso risentì delle alterne vicende della lotta fra guelfi e ghibellini e fra popolo e magnati per il predominio nella città di Firenze. La sua prima fortuna è sicuramente legata alla importanza strategica nella linea di presidio ghibellino di questa zona affidato alla vasta rete delle fortificazioni controllate dai Conti Guidi e dai loro alleati aretini. Qui sicuramente trovarono asilo le grandi famiglie ghibelline fiorentine all'indomani delle varie cacciate operate dalla parte guelfa. La sconfitta del disegno imperiale affidato all'erede di Federico II, la conseguente disfatta ghibellina, il prevalere della parte guelfa sul governo del popolo portarono fra la fine del ‘200 ed il primo decennio del ‘300 ad un progressivo controllo territoriale del comune fiorentino in questa porzione del contado con la creazione dei due nuovi baluardi difensivi del Castello di San Giovanni e di Castelfranco. Ultimati nel primo decennio del XIV secolo, secondo la tradizionale attribuzione accolta anche dal Vasari, su progetto del mitico Arnolfo di Cambio, costituirono assieme agli altri mercatali della zona dotati di mura e strutture difensive (Figline, Montevarchi) dei veri capisaldi per contrastare i pericoli derivanti da Arezzo e dalle scorrerie ghibelline e dal fuoriuscitismo bianco e produssero immediatamente un importante fenomeno di coinvolgimento e integrazione della popolazione alle sorti dello stato fiorentino . Grazie ai provvedimenti politici collegati alla istituzione di queste "terre nuove", l'intera regione realizzò anche un importante progresso economico e sociale come testimonia Giovanni Villani in un passo della sua Cronica (Vol. 17):
... e francarono tutti gli abitanti de' detti castelli per dieci anni d'ogni fazione e spese di comune, onde molti fedeli de' Pazzi e Ubertini, e quegli de' Ricasoli, e de' Conti (Guidi), ed altri nobili per esser franchi si feciono terrazzani de' detti castelli; per la qual cosa in poco tempo crebbono e moltiplicarono assai, e fecionsi buone e grosse terre .
Proprio nel periodo in cui Firenze sembra avere la meglio su questi territori, passa da Barberino a Meleto una strada molto importante, che da Firenze porta a Roma passando per il lago di Perugia (Trasimeno). Il percorso è quello della Cassia Adrianea, che corre lungo la Val d'Ema, sale per il castello di Mugnano al passo di Cintoia sotto l'abbazia di Montescalari, scende al Castello di Celle e diramandosi dopo il ponte agli Stolli, va da una parte a Figline ed al suo ponte sull'Arno, mentre dall'altra a Gaville e quindi nel contado di Pian Franzese. Meleto dunque, e con esso Barberino, è all'epoca della prima Repubblica fiorentina, quella della seconda cerchia, un sito importante e ben definito .
Era il 1298 quando Firenze scelse la prima terra nova in Valdarno per fondare San Giovanni. Trent'anni dopo la battaglia di Montaperti.
La capacità di controllo del comune fiorentino su questo territorio è documentata anche da una lettera della cancelleria fiorentina del 30 gennaio 1309, che riferisce della divisione dei territori del Valdarno ad essa sottoposti in sei leghe, fra le quali anche una "Liga de Vallis Avane" della quale faceva parte appunto anche il comune di Meleto. Queste leghe erano delle "Società d'armi" o "Associazioni de' Popoli" del contado istituite dal governo popolare di Firenze dopo la morte di Federico II con una duplice finalità:
a) Assicurare il servizio militare (sempre più importante nelle complicate vicende di scontri e lotte che caratterizzeranno i decenni successivi);
b) Costituire elementi di resistenza contro i soprusi dei magnati .
La popolazione del contado che trovava come prima forma organizzativa dei vari villaggi quella della "vìcinia" o "comune rurale" ora veniva accorpata dall'alto - cioè per volontà delle autorità comunali fiorentine - in leghe che dirette da un Gonfaloniere o capitano e da un consiglio, erano poste alle dipendenze militari dei sestieri della città di Firenze.
Negli statuti della Lega d'Avane del 1412 (ben cento anni dopo i primi documenti), i più antichi fra quelli pervenutici, Meleto è compreso fra gli otto comuni rurali che la componevano e continuò a farne parte anche nelle epoche successive, quando essa fu ridotta a quattro comuni nel 1440 ed a cinque nel 1713. Dagli stessi statuti della Lega si apprende che il ruolo svolto dal Borgo (oggi divenuta villa) di Barberino a Meleto nei primi decenni del ‘400 fu molto importante: è qui che infatti si riuniva il suo Consiglio:
...nel Borgo di Barberino Comune di Meleto nella casa di detta lega habitazione e residenza del Notaio et Ufficiali di detta Lega more solito .
Il documento è importante non solo perché parla di Meleto come luogo di riunione degli organismi della Lega, ma anche perché precisa che i locali delle riunioni erano proprio in quel borgo di Barberino attorno al quale nel corso dei secoli si è formata e sviluppata la proprietà della villa e della fattoria omonima. Questo significa che Barberino a Meleto era nel corso del trecento e del quattrocento il corrispondente dell'attuale palazzo municipale di Cavriglia. La sede del Comune, o meglio, della Lega d'Avane.
L'etimologia a differenza di quanto si possa credere, non risale al luogo in cui si coltivano mele, bensì all'accadico, lingua morta antichissima, grazie alla quale si sa che "Meleto" significherebbe "luogo posto su una lieve altura". Effettivamente il villaggio è situato su di una collina di circa 290 metri sul livello del mare.
La Chiesa di Santa Cristina di aspetto seicentesco ospita affreschi del XVII e XX secolo e quattro cartoni di Ugo Signorini (1935-1999).
Gli abitanti (Meletani) oggi sono circa 978.